# Jon Ergüin
Jon Ergüin Bolíbar (San Sebastián, 3 de marzo de 1980) es un deportista español que compitió en piragüismo en la modalidad de eslalon.
Ganó una medalla de bronce en el Campeonato Mundial de Piragüismo en Eslalon de 2009 y una medalla de bronce en el Campeonato Europeo de Piragüismo en Eslalon de 2000, ambas en la prueba de C1 por equipos.
Participó en los Juegos Olímpicos de Sídney 2000, ocupando el 16.º lugar en la categoría de C1.

## Palmarés internacional
| Campeonato Mundial | Campeonato Mundial    | Campeonato Mundial | Campeonato Mundial |
| Año                | Lugar                 | Medalla            | Competición        |
| ------------------ | --------------------- | ------------------ | ------------------ |
| 2009               | Seo de Urgel (España) | Medalla de bronce  | C1 por equipos     |
| Campeonato Europeo |                       |                    |                    |
| Año                | Lugar                 | Medalla            | Competición        |
| 2000               | Mezzana (Italia)      | Medalla de bronce  | C1 por equipos     |